# Oleksandr Martjenko
Oleksandr Mikolajevitj Martjenko (på ukrainsk: Олександр Миколайович Марченко) (født 12. januar 1968 i Kherson) er en ukrainsk tidligere roer.

## Rokarriere
Martjenkos første store internationale resultat kom for Sovjetunionen ved OL 1988 i Seoul, hvor han roede dobbeltsculler sammen med Vasilij Jakusja. De vandt deres indledende heat og deres semifinale, inden de i finalen fik bronze, besejret af Nico Rienks og Ronald Florijn fra Nederlandene, som vandt guld, samt af schweizerne Ueli Bodenmann og Beat Schwerzmann, som tog sølvmedaljerne.
Efter opløsningen af Sovjetunionen stillede han op for Ukraine, og i 1993 var han en del af denne nations dobbeltfirer, der vandt VM-sølv, en bedrift de gentog året efter. Ved OL 1996 i Atlanta blev han i samme bådtype nummer syv efter at have vundet B-fialen, og året efter vandt han VM-bronze, mens det i 1999 blev til endnu en VM-sølvmedalje. Hans sidste store internationale konkurrence var OL 2000 i Sydney, hvor hans dobbeltfirer blev nummer seks.

## OL-medaljer
- 1988:  Bronze i dobbeltsculler